# Younga
Ounga, también conocido como Younga y Jounga, es un sitio arqueológico en la costa mediterránea de Túnez, ubicado 45 km (28,0 mi) sur de Sfax junto a la costa mediterránea. La zona también es conocida por sus campos petroleros.

## Historia
Ounga fue una colonia fenicia y cartaginesa con el nombre de Māqōm Ḥadash. La ciudad costera era la intersección de la carretera de Carthage a Tacape y la carretera que se bifurcaba a Sufetula.
Después de las Guerras Púnicas, el área cayó bajo control romano. El nombre fue latinizado a Macomades. Se distinguió de diversas formas de los Macomades en la Argelia actual como Macomades Minores durante el imperio temprano y como Macomades Iunci, Iunca, Lunci o Lunca bajo el imperio posterior.
El nombre de la ciudad cambió en el siglo IV. En la antigüedad, Ounga fue el sitio de actividad cristiana que produjo varios edificios religiosos. En consecuencia, mantuvo relaciones con otras ciudades como Cartago. Historiadores, como la arqueóloga tunecina Zainab Benzina, afirman que un representante de la ciudad de Ounga, el obispo Valentiniano, asistió al Concilio de Cartago (412). Además, la ciudad albergó un consejo provincial en 524.
Los restos de la ciudad romana incluyen tres basílicas bizantinas, las murallas de la ciudad, una ciudadela, una cisterna abovedada y criptas. Algunos de los restos muestran influencia copta.
La ciudadela fue identificada en 1944 por el arqueólogo francés Louis Poinsot como el lugar descrito por los geógrafos árabes Al Bakri y Al-Idrissi con el nombre de Kasr er-Roum (Castillo de los Romanos). Fue transformado en el siglo IX por los aglabíes, quienes modificaron la parte superior de las paredes. Poinssot identifica a Ounga como el nuevo nombre de la ciudad de Macomades Minores, también llamada Macomades Lunci o Lunca. El descubrimiento en 1936 de un fragmento de un hito de mediados del siglo III cerca de Younga confirmó definitivamente la relación.

## Obispado
Ounga fue la sede de una antigua diócesis católica latina, de la que se sabe poco.
Un sínodo tuvo lugar en el sitio después de la conquista musulmana del Magreb y otro en 523 d. C. Un monasterio cristiano fue fundado en la ciudad alrededor del año 500 d. C. 
El obispado sobrevive hoy como obispado titular, que ha estado vacante desde la partida del último obispo, Marcel Roger Buyse, en 2008.

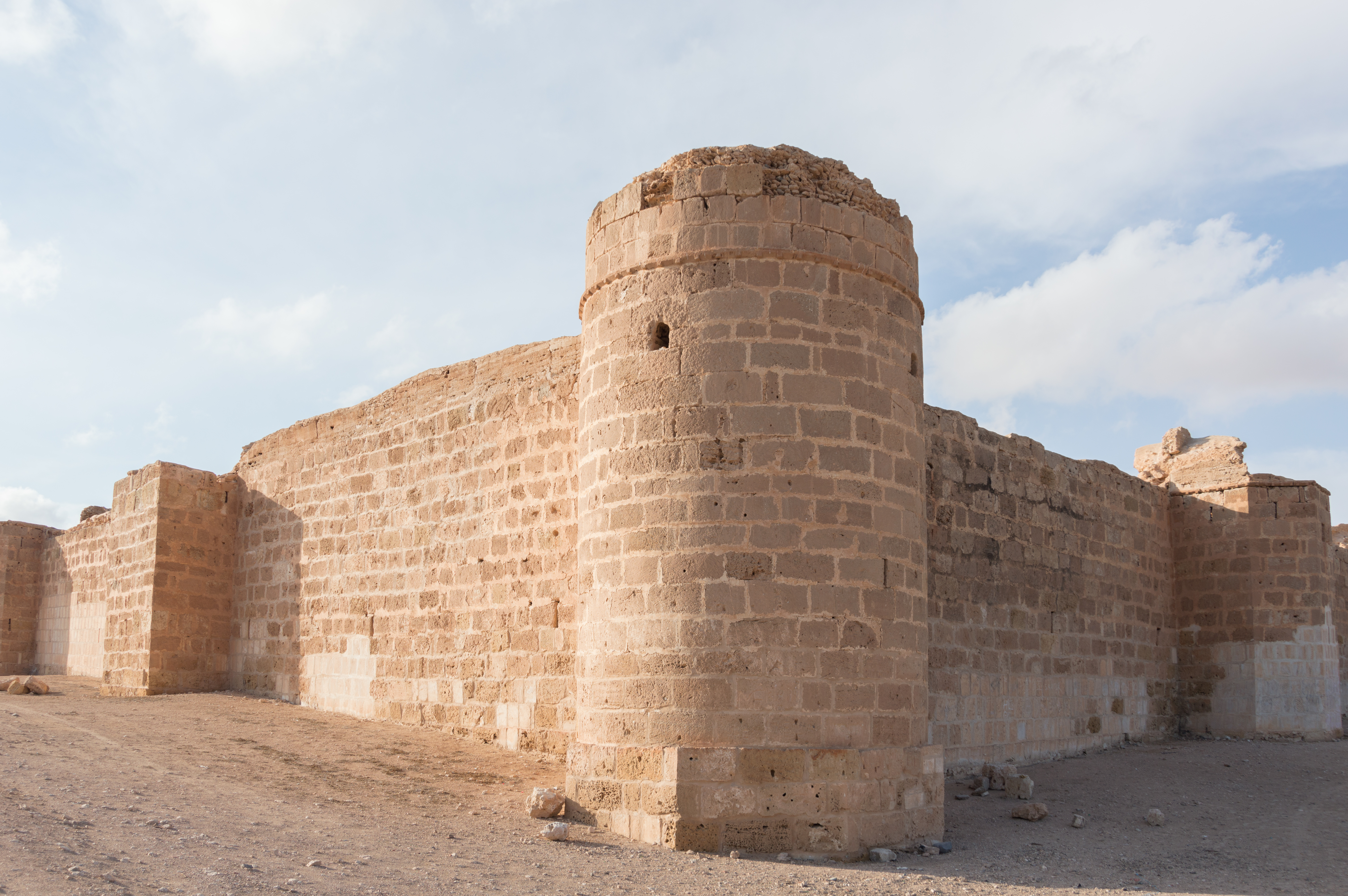
Bordj Younga